# Stalevo
Stalevo (în bulgară Сталево) este un sat în Obștina Dimitrovgrad, Regiunea Haskovo, Bulgaria.

## Demografie
Componența etnică a satului Stalevo
     Turci (3,32%)
     Bulgari (92,01%)
     Romi (3,1%)
     Nicio identificare (1,55%)
La recensământul din 2011, populația satului Stalevo era de 451 locuitori. Din punct de vedere etnic, majoritatea locuitorilor (92,01%) erau bulgari, existând și minorități de turci (3,32%) și romi (3,1%). Pentru 1,55% din locuitori nu este cunoscută apartenența etnică.

## Hărți
- bgmaps.com
- emaps.bg
- Google